# Temperatuur

Thermische vibraties van een molecuul. Hoe hoger de temperatuur, hoe heviger de trillingen.

Temperatuur of warmtegraad is een begrip dat aanduidt hoe warm of koud iets is. Natuurkundig gezien is het een maat voor de gemiddelde chaotische bewegingsenergie van de samenstellende deeltjes, dus van de beweging van de moleculen plus de beweging van de atomen in de moleculen. Temperatuur wordt ook specifiek gebruikt in de betekenis van buitenluchttemperatuur.
Temperatuur wordt doorgaans gemeten met behulp van de thermometer. De meest gebruikte temperatuurschalen zijn de Celsiusschaal (°C) en de Fahrenheitschaal (°F). In de wetenschap wordt (absolute) temperatuur uitgedrukt in kelvin. Temperatuur is een belangrijke fysische grootheid in de natuurkunde, scheikunde, astronomie, biologie en andere natuurwetenschappen.
Het absolute nulpunt, dat wil zeggen nul Kelvin of −273,15 °C, is het laagste punt op de thermodynamische temperatuurschaal. Experimenteel gezien kan het zeer nauw worden benaderd, maar volgens de derde wet van de thermodynamica kan het nooit volledig worden bereikt.

## Meting van de temperatuur

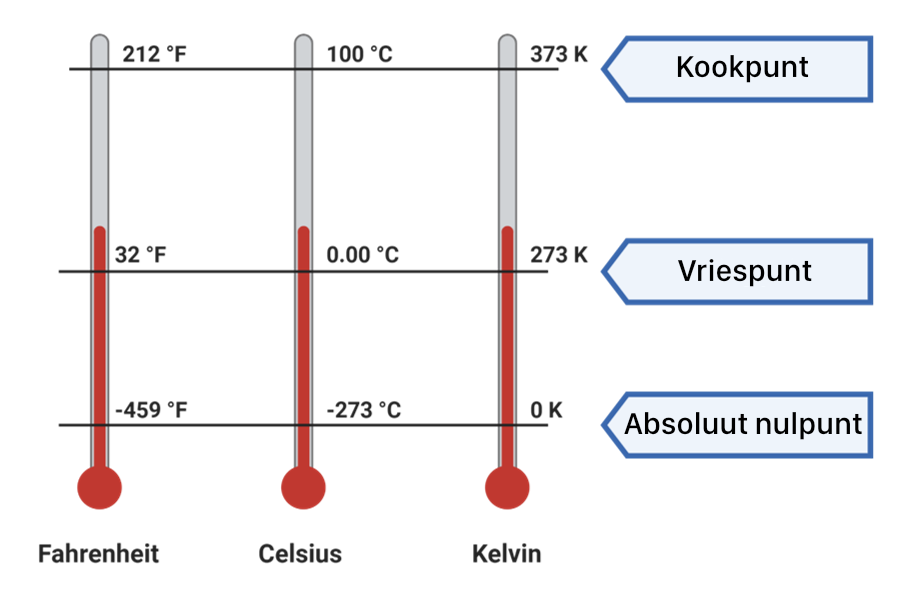
Vergelijking van temperatuurschalen met het absolute nulpunt en het kook- en vriespunt van water.

Temperatuur wordt doorgaans gemeten met een thermometer, maar in sommige wetenschappelijke situaties, zoals bij sterren en andere ver weg gelegen objecten en ook bij aardse zeer hete voorwerpen wordt de temperatuur gemeten via het spectrum van de warmtestraling. Het correct meten van een temperatuur vraagt een gedegen meettechnische kennis van zowel de gebruikte meetmethode als het begrip van de thermodynamische verstoring die door de meting veroorzaakt wordt. Bijna wereldwijd wordt temperatuur standaard uitgedrukt in graden Celsius, met uitzondering van de Bahama's, Belize, de Kaaimaneilanden, Palau en de Verenigde Staten, waar de standaard temperatuurschaal Fahrenheit is.
In de natuurkunde en in het eenhedenstelsel SI is de absolute temperatuur kelvin (K) de voorgeschreven eenheid van temperatuur. In tegenstelling tot de Fahrenheit- en Celsiusschalen, waar de temperatuur wordt uitgedrukt in graden, wordt de absolute temperatuur uitgedrukt in de eenheid "kelvin" en niet "graden kelvin". Dat wil zeggen dat 25 °C = 298,15 K, en niet 298,15 °K.
Naast de bovengenoemde temperatuurschalen bestaan nog de schalen van Delisle, Newton, Rankine, Réaumur en Rømer.

## Van koud naar warm
Onder de koudst mogelijke omstandigheden - het absolute nulpunt van de temperatuurschaal - liggen alle atomen en moleculen vrijwel stil, afgezien van de nulpuntsbeweging. Wordt het warmer, dan gaan de atomen en moleculen harder trillen. In gassen en vloeistoffen gaan ze tegen elkaar botsen. Veel stoffen maken bij stijgende temperaturen faseovergangen door: smelten van vast naar vloeibaar, verdamping van vloeibaar naar gasvormig (bijvoorbeeld ijs → water → waterdamp). Andere stoffen vallen bij hogere temperaturen uit elkaar door thermische ontleding (of pyrolyse): de bewegingen worden zo hevig dat chemische bindingen tussen de atomen in een molecuul erdoor kapotgaan.
Bij toevoer van energie kan ofwel de temperatuur stijgen ofwel de aggregatietoestand (bijvoorbeeld vast of vloeibaar) van de stof veranderen. Er zijn vijf aggregatietoestanden: bose-einsteincondensaat, vast, vloeibaar, gas en plasma. De eerste toestand treedt op bij temperaturen extreem dicht bij het absolute nulpunt, hier zullen atomen enkel hun nulpuntsenergie hebben en daardoor een geheel vormen. De laatste toestand treedt op bij extreem hoge temperaturen waarbij atomen volledig geïoniseerd zijn: plasma is een mengsel van losse atoomkernen en elektronen.

## Opmerkelijke temperaturen
Enkele opmerkelijke temperaturen zijn:
| Temperatuur (°C) | Temperatuur (K) | Omschrijving |
| ---------------- | --------------- | --- |
| ±1028            | ±1028           | Temperatuur van het heelal onmiddellijk na de oerknal. |
| ±13.600.000      | ±13.600.000     | Temperatuur in het binnenste van de Zon. |
| ±1.000.000       | ±1.000.000      | Temperatuur in de corona boven het oppervlak van de Zon. |
| ±5.500           | ±5.800          | Temperatuur aan het oppervlak van de Zon. |
| 1539             | 1812            | IJzer smelt. |
| 100              | 373             | water kookt, bij 1 atmosfeer druk. |
| 82,2             | 355,4           | Beste temperatuur voor het zetten van koffie - het water lost bij deze temperatuur de aroma-bevattende oliën op, maar laat de bittere alkaloïden in de koffie. |
| 70,7             | 343,85          | Hoogste temperatuur die ooit op aarde is gemeten, geregistreerd in Dasht-e Lut, Iran door de NASA in 2005. |
| 70               | 343             | Enkele variëteiten van bacteriën gedijen in heetwaterbronnen, een aanwijzing voor het feit dat bacteriën zeer geharde organismen kunnen zijn. |
| 62,8             | 336             | Melk die gedurende 30 min. wordt verhit, wordt daarmee gepasteuriseerd zonder stremmen of uitvlokken, maar het grootste deel van de C- en D-vitamines wordt vernietigd. |
| 56,7             | 330             | Hoogste temperatuur ter wereld in de schaduw, geregistreerd te Greenland Ranch (Death Valley), Verenigde Staten (10 juli 1913). |
| 41,7             | 314,9           | De meeste mensen zullen sterven als hun koorts deze temperatuur bereikt. |
| 40,7             | 313,85          | Hoogste temperatuur in Nederland ooit, geregistreerd te Gilze-Rijen, Noord-Brabant op 25 juli 2019. |
| 37,8             | 311             | Ideale temperatuur voor een babybad. |
| 36,4             | 309,6           | Normale menselijke lichaamstemperatuur; ideale temperatuur voor een baby-zuigflesje. |
| 32               | 305             | De warmste zee ter wereld is de Perzische Golf, een binnenzee omgeven door woestijnen. |
| 30,6             | 303,8           | Boter smelt. |
| 29,4             | 302,6           | In koude klimaten heeft men in de winter in volkomen bedwelming ineengezakte dronken mensen gevonden met lichaamstemperaturen tussen 26,7 en 29,4 °C. Op het eerste gezicht schijnen deze mensen dood; de huid heeft een grijze tint en de spieren zijn stijf als in rigor mortis. Bij het warmer worden komen ze echter 'tot leven'.              |
| 25               | 298             | Standaardtemperatuur, zoals gehanteerd in de wetenschap. |
| 18-21            | 294             | Kamertemperatuur |
| 13,7             | 286,85          | Laagste inwendige menselijke lichaamstemperatuur die ooit overleefd werd - door de destijds 29-jarige Anna Bågenholm uit Zweden tijdens een skiongeluk op 20 mei 1999 vlak bij Narvik (Noorwegen). |
| 4,4              | 277,6           | Beste temperatuur voor het bewaren van melk en voor het in de koelkast of ijskast bewaren van voedsel in het algemeen. |
| 4                | 277,15          | water heeft zijn grootste dichtheid (anomalie van water). |
| 0                | 273,15          | Zuiver water bevriest, bij 1 atmosfeer druk. |
| −1,1             | 272             | IJzig poolwater, het poolwater heeft een lager vriespunt door het zoutgehalte. Wie in water van deze temperatuur valt, heeft slechts twee minuten de tijd om eruit te komen; daarna raakt hij bewusteloos. Een van de oorzaken van het grote aantal doden bij het zinken van de Titanic in het ijzige water van de noordelijke Atlantische Oceaan. |
| −27,4            | 245,75          | Laagste temperatuur in Nederland ooit, geregistreerd te Winterswijk, Gelderland, op 27 januari 1942. |
| −30              | 243             | Kenmerkende dagtemperatuur op het oppervlak van Mars, geregistreerd door de Viking 1. |
| −38,87           | 234,4           | Kwik stolt. |
| −71,2            | 202             | Laagste temperatuur gemeten in een woonplaats, geregistreerd in Ojmjakon, Rusland in 1924 (een andere meting uit 1916 registreerde −81,2 graden Celsius, maar die is nooit officieel erkend). |
| −78              | 195             | Koolstofdioxide bevriest tot droogijs zonder door een vloeistoffase te gaan (rijpen). |
| −86              | 187             | Kenmerkende temperatuur bij zonsopgang op Marsoppervlak, geregistreerd door de Viking 1. |
| −111             | 162,2           | Laagste temperatuur die onder natuurlijke omstandigheden ooit op aarde is geregistreerd, tijdens een zware storm in de Stille Oceaan op 29 december 2018. |
| −240             | 33              | Laagste temperatuur die onder natuurlijke omstandigheden ooit in het zonnestelsel is geregistreerd, in de eeuwige schaduw in een krater op de zuidpool van de Maan, gemeten door de Lunar Reconnaissance Orbiter (LRO) op 17 september 2009. |
| −273,15          | 0               | Het absolute nulpunt, de temperatuur bij de minimale waarden van de enthalpie en de entropie van een gas. |

Noot: smelt- en kookpunten zijn ook afhankelijk van de luchtdruk. Water kookt bij 100 °C, maar alleen bij een luchtdruk van ca. 1000 millibar (1000 hectopascal). Bij een lagere luchtdruk zal water bij een lagere temperatuur koken, bij hogere druk kookt water bij een hogere temperatuur.